# Ignaz Franz Castelli

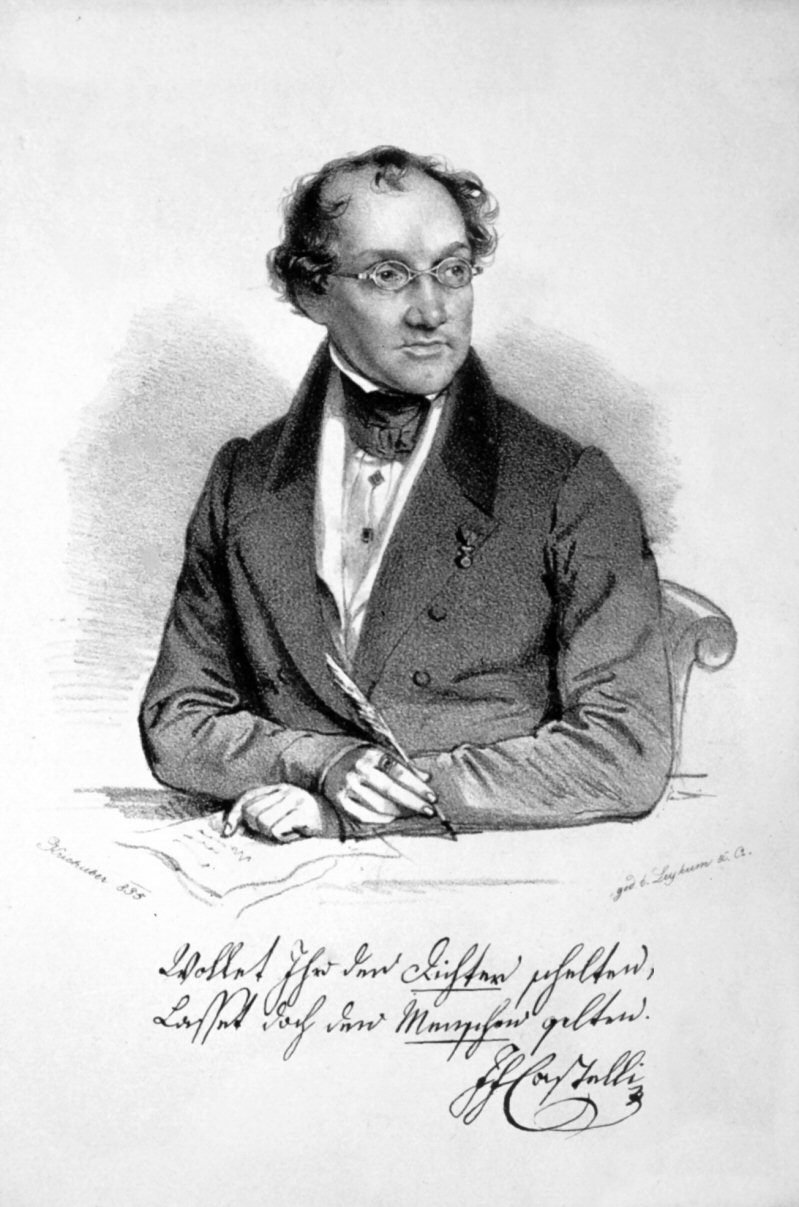
Ignaz Franz Castelli, Litografi av Joseph Kriehuber, 1835.

Ignaz Franz Castelli, född 6 mars 1781 i Wien, död 5 februari 1862 där, var en österrikisk diktare och dramatiker.

## Verk i urval
- Die Schweizer Familie, 1809 (sångspel)
- Castelli, Ignaz Franz; Godard d'Aucour de Saint-Just Claude, Altén Mårten (1815). Sweitzer-familjen. Skådespel i tre akter, med sång. Efter tyskan. Musiken af herr Weigl. =Anon=. Stockholm, tryckt hos A. Gadelius, 1815.. Stockholm. Libris 2406190
- Neue Wehrmanns-Lieder, 1813
- Der Hund des Aubry, 1816 (drama)
- Die Waise und der Mörder, 1819 (drama)
- 100 vierversige Fabeln, 1822
- Der Ehemann als Liebhaber oder der Liebhaber als Ehemann, 1823 (lustspel)
- Die Verschworenen, 1823 (sångspel)
- Gedichte in niederösterreichischer Mundart, 1828
- Wiener Lebensbilder (derbhumoristische Skizzendichtung), 1828
- Eine für die Andere, 1830 (lustspel)
- Uniform und Schlafrock, 1831 (lustspel)
- Die Scheidewand, 1833 (lustspel)
- Memoiren meines Lebens, 4 band, 1861
- Sankt Martin